# Orangekronad manakin
Orangekronad manakin (Heterocercus aurantiivertex) är en fågel i familjen manakiner inom ordningen tättingar.

## Utseende och läte
Hane orangekronad manakin är mindre färgglad än de flesta andra manakiner, med brun ovansida, kanelbrun undersida och vit strupe. Den orangefärgade hjässan som gett arten dess namn är ofta dold och ses sällan i fält. Honan är mer dämpad i färgerna, mestadels olivbrun med ljus strupe och ljust ansikte. Sången består av en snabb drill med varierande tonhöjd.

## Utbredning och systematik
Fågeln förekommer lokalt i östra Ecuador och angränsande nordöstra Peru (sydvästra Loreto). Den behandlas som monotypisk, det vill säga att den inte delas in i några underarter.

## Levnadssätt
Orangekronad manakin hittas i säsongsmässigt översvämmad sumpskog. Den ses vanligen i skogens lägre och mellersta skikt utmed rinnande vattendrag och sjöar.

## Status och hot
Arten har ett stort utbredningsområde, men tros minska i antal, dock inte tillräckligt kraftigt för att den ska betraktas som hotad. Internationella naturvårdsunionen IUCN listar arten som livskraftig (LC).